# Conus cyanostoma
Conus cyanostoma é uma espécie de gastrópode do gênero Conus, pertencente à família Conidae.